# Історія економіки Туреччини
Історія економіки Республіки Туреччина може бути вивчена за підперіодами, які характеризуються серйозними змінами в економічній політиці: І) 1923—1929, розвиток політики підкреслено приватного накопичення; ІІ) 1929—1945, розвиток політики державного сектора, накопичення в період глобальних криз; III) 1950—1980, період державної індустріалізації на основі імпортозамінного сектора; IV) з 1980 року — відкриття турецької економіки для ліберальної торгівлі товарами й послугами, фінансових операцій на світовому ринку.
Основною ознакою економіки країни періоду між 1923—1985 роками є те, що вона залежала багато в чому від результатів політики уряду. Відстала економіка розвивалася в складній економічній системі: хоча відбувався випуск широкого асортименту сільськогосподарських, промислових і сервісних продуктів на внутрішньому та зовнішньому ринках, та економіка зростала в середньому лише на шість відсотків.

## Від Першої світової війни до Другої світової війни

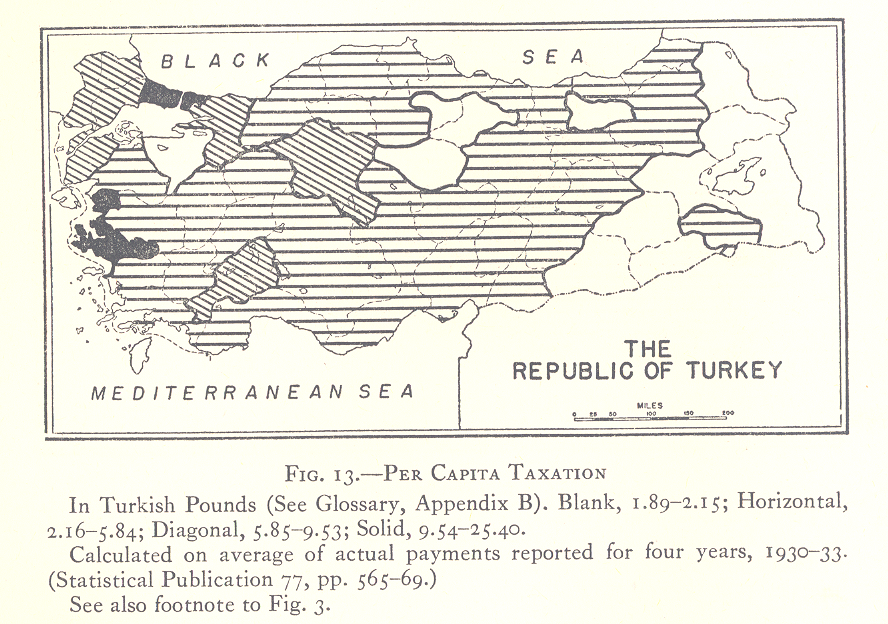
За правління Ататюрка економіка почала зростати завдяки державній політиці та в зв'язку зі збільшенням капіталу в суспільстві

На момент розпаду Османської імперії (див. економіку Османської імперії), під час Першої світової війни і наступного народження Республіки, турецька економіка була розвинена слабо: сільське господарство залежало від застарілих технологій і низької якості худоби, слабкої промислової бази, а кілька заводів, що виробляли базові продукти, такі як цукор і борошно, були під іноземним контролем у результаті капітуляції.
Економіка Туреччини оговталася напрочуд швидко після припинення бойових дій. З 1923 по 1926 рік обсяг сільськогосподарського виробництва зріс на вісімдесят сім відсотків, а сільськогосподарське виробництво повернулося до довоєнного рівня. Обсяг промисловості і послуг зріс більш ніж на дев'ять відсотків з 1923 по 1929 роки; однак, їх частка в економіці залишалася на досить низькому рівні в кінці десятиліття.
Уряд змушений був втрутитися у стан справ на початку 1930-х років задля сприяння економічному відновленню країни. Була створена нова доктрина уряду, відома як етатизм, що сприяла росту економіки.
Зростання сповільнилося в роки депресії, між 1935 і 1939 роками, коли досягло шести відсотків на рік.
У 1940-ві роки економіка перебуває в стані стагнації. Через дотримання збройного нейтралітету під час Другої світової війни зросли військові витрати країни, в той же час відбулося майже повне згортання зовнішньої торгівлі.

## Після 1950 року
Після 1950 року країна зазнала економічного спаду. Найсерйозніша криза сталася наприкінці 1970-х років. Зокрема, в галузі виробництва світлодіодних ламп настав період швидкого розширення, відзначений різким зростанням імпорту, що, в результаті, призвело до кризи платіжного балансу. Відбулася девальвація турецької ліри. Тому, щоб послабити внутрішній попит на іноземні товари, були розроблені економічні програми, здійснені у відповідності до керівних принципів Міжнародного валютного фонду. Ці заходи, як наслідок, призвели до істотного поліпшення в країні зовнішніх рахунків, що зробило можливим відновлення позики Туреччині іноземними кредиторами. Хоча військові інтервенції в 1960 і 1971 роках були викликані частково економічними труднощами, після кожного втручання турецьких політиків зростання державних витрат призводили економіку до перегріву. За відсутності серйозних структурних реформ Туреччину спікав хронічний дефіцит поточного рахунку, який, як правило, фінансувався за рахунок зовнішніх запозичень. Це призвело до того, що зовнішній борг країни почав зростати з десятиліття в десятиліття, досягнувши до 1980 року близько $16,2 млрд, або більш ніж на одну чверть річного обсягу валового внутрішнього продукту. Витрати на обслуговування заборгованості того року склали 33 % експорту товарів і послуг.
До кінця 1970-х років економіка Туреччини, можливо, досягла своєї найбільшої кризи з часів падіння Османської імперії. Турецька влада не вжила достатніх заходів з адаптації до наслідків різкого підвищення світових цін на нафту в 1973 -74 роках, тому змушена була брати короткострокові кредити в іноземних кредиторів. До 1979 року інфляція досягла тризначних рівнів, безробіття зросло до 15 %, промисловість використовує тільки половину своєї потужності, і уряд не в змозі виплачувати навіть відсотки по зовнішніх кредитах. Здавалося, що Туреччина зможе забезпечувати безкризовий розвиток тільки за умови внесення урядом змін в питанні імпортозаміщення. Багато спостерігачів з економіки сумнівалися у здатності турецьких політиків провести необхідні реформи.

## Реформи Озала
У січні 1980 року уряд прем'єр-міністра Сулеймана Деміреля (який займав пост прем'єр-міністра у 1965 -71, 1975 -78, і 1979 — 80 роках) приступив до здійснення далекосяжної програми реформ, реалізованої потім заступником прем'єр-міністра Тургутом Озалою. Це сприяло зрушенню економіки Туреччини в бік експортно-орієнтованого зростання.
Озала вважав, що політика стратегії імпортозаміщення повинна бути замінена політикою, спрямованою на заохочення експорту, який міг би фінансувати імпорт. Це дасть Туреччині шанс вирватися з післявоєнної кризи та перейти до швидкого зростання й дефляції. Нова стратегія давала надію, що Туреччина може отримати досвід експортно-орієнтованого економічного зростання в довгостроковій перспективі. Уряд проводив реалізацію цього завдання шляхом комплексного пакету: девальвація турецької ліри та встановлення гнучких валютних курсів, підтримка позитивних реальних процентних ставок і жорсткий контроль грошової маси та кредиту, ліквідація найбільших субсидій і лібералізація цін державних підприємств, реформування податкової системи та заохочення іноземних інвестицій. У липні 1982 року, коли Озала покинув свій пост, багато його реформ було відкладено. Починаючи з листопада 1983 року, коли він знову став прем'єр-міністром, йому вдалося продовжити програму з лібералізації.
Програма лібералізації подолала кризу платіжного балансу. Відновлюється здатність Туреччини отримати позику на міжнародних ринках капіталу. Відновилось економічне зростання. Обсяг експорту товарів зріс до 2,3 мільярдів доларів у 1979 році, до 8,3 мільярдів доларів США в 1985 році. Зростання імпорту товарів за той же період – з $4,8 млрд. до $11,2 млрд. – не встигає за темпами зростання експорту, пропорційно звузився торговий дефіцит, хоча рівень цього дефіциту стабілізувався на рівні близько 2,5 млрд. доларів США. Політика Озала найпозитивнішим чином позначилася на обслуговуванні поточного рахунку. Незважаючи на стрибок процентних платежів (від 200 млн. доларів у 1979 році до 1,4 млрд. доларів у 1985 році), розрахунок за послуги та кредити був можливим завдяки накопиченням від зростаючого профіциту в цей період. Розширення туристичних надходжень і зборів від трубопроводу з Іраку були головними причинами для цього зростання. Стабілізація поточного рахунку допомогла відновити кредитоспроможність на міжнародних ринках капіталу. Іноземні інвестиції, які були незначними в 1970-х роках, тепер почали зростати, хоча вони залишалися скромними в середині 1980-х років. Крім того, Туреччина змогла посісти чільне місце на міжнародному ринку, тоді як наприкінці 1970-х могла тільки просити про допомогу з боку МВФ та інших офіційних кредиторів.
Скорочення державних витрат, яке було в основі програми стабілізації, різко сповільнило економіку наприкінці 1970-х і на початку 1980-х років. Реальний валовий національний продукт скоротився на 1,5 % в 1979 році і 1,3 % в 1980 році. В обробній промисловості та сфері послуг відчувається сильний вплив цього падіння доходів, виробничий сектор функціонує майже на 50 % загальної потужності. Необхідність зовнішнього платіжного обмеження спала.
Між 1981 і 1985 роками реальний ВВП зріс на 3 % у рік, в основному за рахунок зростання в обробній промисловості. Девальвація турецької ліри також допомогла зробити Туреччину економічно більш конкурентоспроможною. У результаті експорт продукції обробної промисловості зріс у середньому на 45 відсотків річних протягом цього періоду.
Швидкого відновлення економічного зростання і поліпшення платіжного балансу було недостатньо, щоб подолати безробіття та інфляцію, яка залишалася серйозною проблемою. Офіційне безробіття знизилося із 15 % у 1979 році до 11 % у 1980 році, але, частково через швидке зростання робочої сили, рівень безробіття знову виріс до 13 % в 1985 році. Інфляція знизилася приблизно до 25 % у 1981-82 роках, але піднялася знову, більш ніж на 30 відсотків, у 1983 році, і більш ніж на 40 відсотків у 1984 році. Хоча інфляція дещо знизилася в 1985 і 1986 роках, вона залишалася однією з основних проблем економічної політики.

## Економічні показники на початку 1990-х років
Завдяки обмеженому доступу в Перській затоці, маршрути експорту нафти з Іраку в значній мірі залежали від Туреччини. Ірак фінансував два трубопроводи, розташовані поруч один з одним. Один із них пролягав від північних родовищ Кіркука в турецький середземноморський порт Юмурталике, трохи на північний захід від Іскендерун. Потужність трубопроводу становила близько 1, 1 млн барелів у день. Туреччина не тільки отримувала свою частку від транзиту нафти по трубопроводу, а й була перевалочним пунктом, за що теж отримувала плату. Деякі джерела оцінюють цю плату від 300 мільйонів доларів США до 500 мільйонів доларів.
Економіка Туреччини зазнала втрат від розв'язаної 1991 року війни в Перській затоці. ООН ввела ембарго для Іраку і зажадала припинення експорту нафти через нафтопровід Кіркук-Юмурталике, що призвело до втрати фінансових зборів із трубопроводу. Таким чином, економіка Туреччини втратила майже стільки, скільки США ($3 млрд.) від торгівлі з Іраком. Саудівська Аравія, Кувейт і Об'єднані Арабські Емірати (ОАЕ) компенсували Туреччині ці втрати, і в 1992 році фінансові вливання в економіку знову почали стрімко зростати.
Вражаючі економічні показники Туреччини в 1980-ті роки здобули високі оцінки від рейтингових агентств з Волл-стріт. У 1992 і 1993 роках уряд використав ці рейтинги, щоб залучити засоби для покриття свого бюджетного дефіциту. Міжнародні випуски облігацій за цей період склали 7,5 млрд доларів. Ці потоки капіталу допомогли підтримати завищений обмінний курс. У ринковій економіці високий рівень державних запозичень повинен був збільшити внутрішні відсоткові ставки, і навіть, можливо, «витіснити» приватних позичальників, тим самим, у кінцевому підсумку, уповільнити економічне зростання. Але уряд іноземними позиками зняв напругу внутрішніх процентних ставок і, фактично, стимулював подальші кредити й позики приватного сектора. Відчувши можливість легкого отримання прибутку в цей період, комерційні банки здійснюють позики під світові процентні ставки, не побоюючись падіння курсу валюти, і таким чином впливають на внутрішні ціни в Туреччині. В результаті, зовнішня короткострокова заборгованість різко зросла. Зовнішня і внутрішня впевненість у здатності уряду керувати кризою платіжного балансу, що насувається, зменшилася. Це посилює економічні труднощі.
Суперечки між прем'єр-міністром Тансу Чілером (1993—1996) і Центральним банком підривають довіру до влади. Прем'єр-міністр наполягає на монетизації бюджетного дефіциту (продажу державних боргових інструментів Центрального банку), і не погоджується з пропозицією Центрального банку оплати державного боргу у формі державних цінних паперів. У серпні 1993 року голова Центрального банку через це подав у відставку. В січні 1994 року міжнародні кредитні агентства знизили рейтинг Туреччини через борг нижче інвестиційного рівня. В цей час другий голова ЦБ пішов у відставку.
Зростаюче занепокоєння з приводу безладу в економічній політиці держави знайшло відображення в прискореній «доларизації» економіки, коли громадяни перевели внутрішні активи на депозитах в іноземну валюту, щоб захистити свої інвестиції. До кінця 1994 р. близько 50 % від загальної депозитної бази було переведено у форму валютних депозитів, порівняно з 1 % в 1993 році. Зниження кредитно-рейтингових агентств, а також відсутність довіри до уряду, дефіцит бюджету, цільовий показник 14 % від ВВП в 1994 році спричинили масштабну витік капіталу і обвал курсу. Уряду довелося втрутитися, продаючи свої валютні резерви, щоб зупинити падіння турецької ліри. В результаті, резерви скоротилися з $6,3 млрд. наприкінці 1993 року до $3 млрд. у кінці березня 1994 року. До кінця квітня уряд був змушений оголосити про давно назрілу програму жорсткої економії.
Пакет заходів, оголошених урядом 5 квітня 1994 року, також був представлений МВФ у рамках його запиту на 740 мільйонів доларів США. Заходи включали в себе різке підвищення цін у державному секторі, скорочення бюджетних витрат, зобов'язання по збору податків, зобов'язання прискорити приватизацію державних економічних підприємств. Деякі спостерігачі ставлять під сумнів ефективність цих заходів, враховуючи, що податкові заходи спрямовані на збільшення виручки в розмірі 4 % ВВП і скорочення витрат, що були еквівалентні 6 % ВВП.
Уряду фактично вдалося сформувати протягом другого кварталу 1994 року невеликий профіцит у бюджеті, в основному в результаті збільшення податків. Уповільнення темпів зростання державних видатків, різка втрата в бізнесі довіри, і, як наслідок, зниження економічної активності призвело до скорочення податкових надходжень. Фінансова криза спричинила падіння реального ВВП на 5 % у 1994 році, після того, як економіка стрімко зросла в 1992 і 1993 роках.
Аналітики відзначили, що, незважаючи на крихкість процесу макроекономічного коригування і схильність фіскальної політики до політичного тиску, уряд продовжував бути предметом ринкових стримувань і противаг. У поєднанні з сильним приватним сектором, особливо на експортному фронті, економіка, як і очікувалося, повернулася до швидкого зростання.
Комплексне дослідження економіки країн, що розвиваються, проведене Меті Ферідуном із бізнес-школи Гринвіцького університету, лягло в основу його доповіді зі статистичними доказами того, що валютні кризи в Туреччині в цей період пов'язані з глобальним бюджетним дефіцитом, відтоком капіталу та слабкістю банківського сектора.
Більш пізні дослідження Меті Ферідуна, які були проведені на ринках фінансів і торгівлі, висувають гіпотезу про те, що існує причинно-наслідковий зв'язок між спекулятивним тиском і завищеним валютним курсом замість реального, крихкістю банківського сектора та рівнем міжнародних резервів у Туреччині, а також проливають більше світла на турецьку історію економіки 1990-х років.